# ტ
Das Tar (ტ) ist der 19. Buchstabe des georgischen Alphabets. Der Buchstabe stellt den Laut [tʼ] dar und wird im Deutschen mit dem Buchstaben T transkribiert.
Heute wird im Mchedruli-Alphabet nur noch das ტ verwendet. Im historischen Chutsuri-Alphabet gab es noch den Großbuchstaben Ⴒ; das kleingeschriebene Pendant dazu war das ⴒ.
Es war dem Zahlenwert 300 zugeordnet.

## Zeichenkodierung
Das Tar ist in Unicode an den Codepunkten U+10E2 (Mchedruli) bzw. U+10B2 (Chutsuri-Großbuchstabe) und U+2D12 (Chutsuri-Kleinbuchstabe) zu finden.